# Kémsuli
A Kémsuli (eredeti címén M.I. High) angol televíziós filmsorozat, amelyet a BBC készített. Alkotója Keith Brumpton, és 2007 és 2011 között összesen 62 epizód készült belőle. Angliában a BBC One és a CBBC vetítette. Magyarországon a Cartoon Network és a Megamax sugározta.

## Cselekmény
Három gimnazista diák életéről szól, kik az állam titkosügynökei is egyben.

## Szereplők
Összes évad
- Kenneth Flatley (Chris Stanton) – Czető Ádám

1-5. évadok
- Rose Gupta (Rachel Petladwala) – Szabó Luca

Az első két évadban
- Blane Whittaker (Moustafa Palazli) – Szalay Csongor
- Daisy Miller (Bel Powley) – Laudon Andrea
- Lenny Bicknall (Danny John-Jules) – Kőszegi Ákos

3. évad óta
- Frank London (Jonny Freeman) – Török Ervin

3-5. évadok
- Oscar Cole (Ben Kerfoot) – Ducsai Ábel
- Carrie Stewart (Charlene Osuagwu) – Kubik Anna

6. évad óta
- Aneisha Jones (Oyiza Momoh) – Andrusko Marcella
- Dan Morgan (Sam Strike) – Timon Barna
- Tom Tupper (Oscar Jacques) – Boldog Gábor
- Zoe (Natasha Watson) – Kántor Kitty

## Fordítás
- Ez a szócikk részben vagy egészben  a   M.I. High című angol Wikipédia-szócikk fordításán alapul.  Az eredeti cikk szerkesztőit annak laptörténete sorolja fel. Ez a jelzés csupán a megfogalmazás eredetét és a szerzői jogokat jelzi, nem szolgál a cikkben szereplő információk forrásmegjelöléseként.